# Transverse Ranges

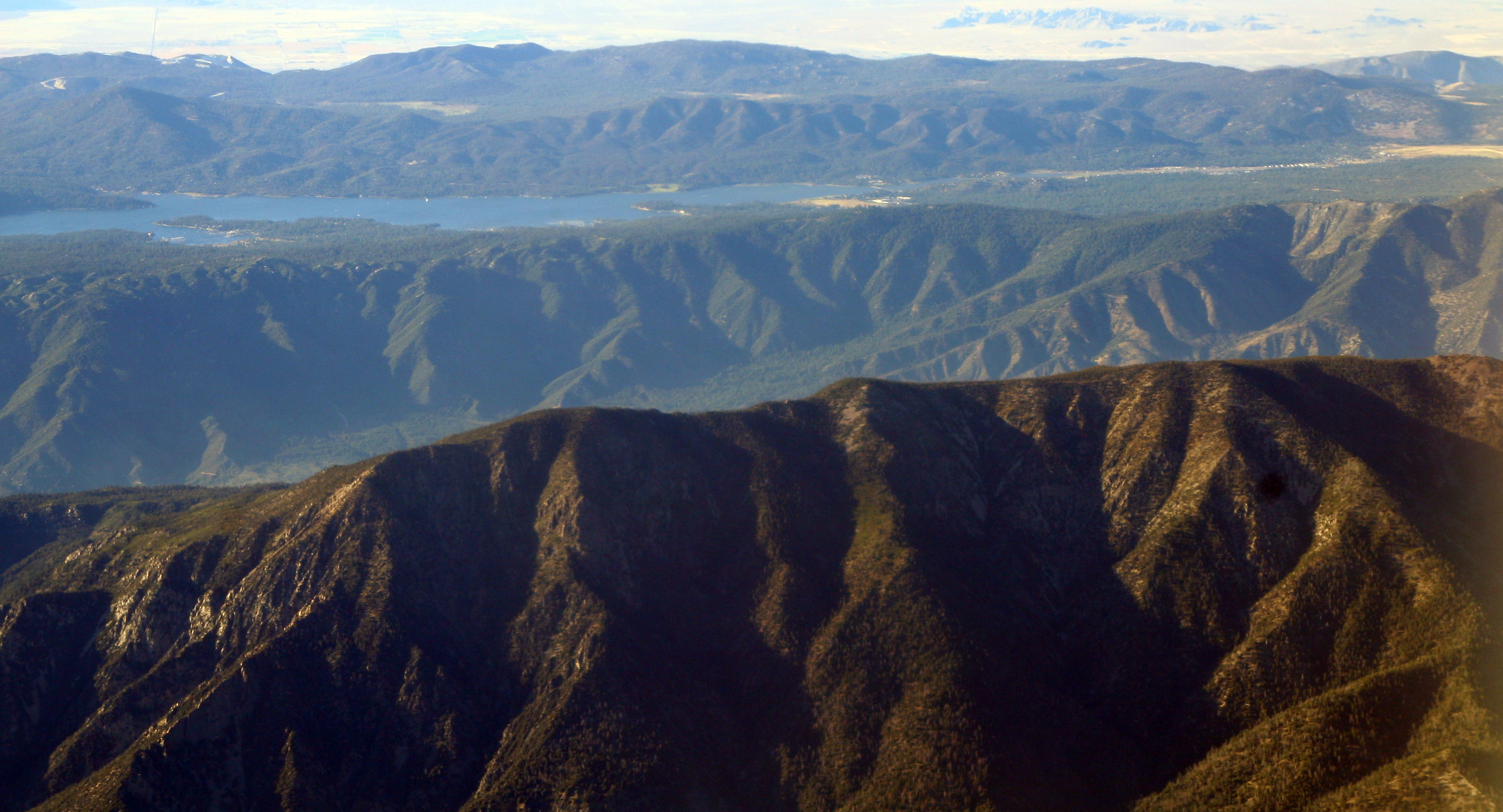
De San Bernardino Mountains met in de voorgrond Mount San Gorgonio en daarachter het stuwmeer Big Bear Lake.

De Tranverse Ranges of Los Angeles Ranges zijn bergketens in het zuiden van de Amerikaanse staat Californië, die zich onderscheiden doordat ze ongeveer van het oosten naar het westen lopen, in tegenstelling tot de meeste bergketens langs de Amerikaanse westkust.

## Deelketens
De Transverse Ranges beginnen in het westen in Santa Barbara County, waar ze overgaan in het zuidelijke uiteinde van de Pacific Coast Range. Bij Santa Barbara lopen ze evenwijdig aan de kust. De individuele ketens van Santa Barbara County worden de Santa Ynez Mountains, de San Rafael Mountains en de Sierra Madre Mountains genoemd. 
Verder naar het oosten, in Ventura County en Los Angeles County, behoren de Topatopa Mountains, de Santa Susana Mountains, de Simi Hills en de Santa Monica Mountains tot de Transverse Ranges. De Santa Monica Mountains lopen evenwijdig aan de kust ten noorden van Malibu, het westelijke deel van deze keten staat ook bekend als de Hollywood Hills. De noordelijke eilanden van de Channel Islands zijn het verlengde van de Santa Monica Mountains en horen daarmee ook tot de Transverse Ranges. In het noorden zijn de Transverse Ranges via de San Emigdio Mountains verbonden met de Tehachapi Mountains. Deze laatste keten hoort niet tot de Transverse Ranges maar verbindt ze met de Sierra Nevada in het noordoosten.
Nog verder naar het oosten vormen de San Gabriel Mountains ten noordoosten van Los Angeles en de San Bernardino Mountains de hoogste ketens van de Transverse Ranges. Het hoogste punt is Mount San Gorgonio in de San Bernardino Mountains (3501 m). In het zuidoosten liggen de San Bernardino Mountains aan tegen de San Jacinto Mountains, die onderdeel zijn van de Peninsular Ranges. De twee ketens worden in het oosten gescheiden door de Coachella Valley. In het noordoosten gaan de San Bernardino Mountains geleidelijk over in het plateau van de Mojave Desert.